# Lourdoueix-Saint-Pierre
Lourdoueix-Saint-Pierre – miejscowość i gmina we Francji, w regionie Nowa Akwitania, w departamencie Creuse.
Według danych na rok 1990 gminę zamieszkiwały 1034 osoby, a gęstość zaludnienia wynosiła 23 osoby/km² (wśród 747 gmin Limousin Lourdoueix-Saint-Pierre plasuje się na 123. miejscu pod względem liczby ludności, natomiast pod względem powierzchni na miejscu 52.).